# Cesare Faldini
Cesare Faldini (Firenze, 10 luglio 1971) è un chirurgo italiano specialista in ortopedia.
È figlio di Alessandro Faldini e nipote di Giulio Faldini.
Si è laureato in Medicina e Chirurgia nel 1996 all'Università di Pisa, poi specializzato in ortopedia e traumatologia nel 2001 all'Università di Bologna.
Nel 2016 è diventato direttore della Scuola di specializzazione in ortopedia e traumatologia di Bologna.
È primario della Clinica I dell'Istituto Ortopedico Rizzoli dal 2017.
La sua attività riguarda la chirurgia dell'anca, del ginocchio, della colonna vertebrale e del piede. È riconosciuto come l'ortopedico di maggior prestigio, con il maggior numero di riconoscimenti, dell'American Academy of Orthopaedic Surgeons, la più autorevole società scientifica internazionale della chirurgia ortopedica.
Svolge attività come volontario per eseguire interventi chirurgici ortopedici su pazienti affetti da gravi deformità nei paesi in via di sviluppo con l'associazione Ortopedici.org (in precedenza Orthopaedics Onlus), cui è presidente dal 2021.